# عصب سینه‌ای داخلی
عصب سینه‌ای داخلی (به انگلیسی: Medial pectoral nerve) اولین شاخه از پنج شاخهٔ طناب داخلی شبکه بازویی است. این عصب از سگمان‌های نخاعی C8 و T1 منشأ می‌گیرد و وظیفه عصب دهی به عضله سینه ای بزرگ و عضله سینه ای کوچک را دارد.

## مسیر عصب
این عصب یک شاخه ارتباطی را از عصب پکتورال خارجی دریافت می‌کند و سپس از بین شریان آگزیلای و ورید آگزیلاری به جلو می‌آید. شاخه‌های عصب به عضلهٔ سینه ای کوچک نفوذ کرده و به آن عصب دهی می‌کنند. برخی از این شاخه‌ها از درون عضله عبور کرده تا به عضله سینه ای بزرگ رسیده و به آن عصب دهی کنند.
گاهی اوقات، شاخه‌های دیگری کنار تحتانی یا خارجی عضله سینه ای کوچک را دور می‌زنند تا به عضله سینه ای بزرگ برسند.

## ارتباط بالینی
عصب سینه ای داخلی می‌تواند به عنوان عصب دهنده در هنگام بازسازی شبکه بازویی آسیب دیده یا عصب زیر بغل استفاده شود.